# Holmträsk, Kalix kommun
Holmträsk är en by i den sydöstra delen av Kalix kommun. Holmträsk ligger 7 kilometer nordöst om Kalix. 
SCB klassade år 1990 Holmträsk som en småort med 62 invånare. På grund av minskande befolkning upphörde småorten till nästa avgränsning. Även senare har befolkningen inte kommit upp i 50 personer och SCB räknar inte längre Holmträsk som en småort.

## Historik
Det gamla dansstället Kaskad flyttades från centrala Kalix till Holmträsk. 